# Universität Palencia
Die Universität Palencia (Universidad de Palencia) bestand mindestens von 1212 bis nach 1250 und war die erste Universität in Spanien. Nach der Universität Bologna (gegründet 1088), der Universität von Paris (1160), der Universität Oxford (1167) und der Universität Cambridge (1209) war sie die fünfte Universität in Europa. Jüngere Forschungen datieren die Gründung bereits ins 12. Jahrhundert.
Vorläufer der Universität war die Kathedralschule von Palencia. Hier studierte u. a. Julian von Cuenca, der seit dem Jahr 1163 auch Dozent der Schule war. Seit 1208 war Tello Téllez de Menendez Bischof von Palencia; er gilt vielen als der eigentliche Gründer der Universität, deren Professoren Gehälter aus der zivilstaatlichen Kasse des Königs von Kastilien, Alfons VIII., bezogen. Diese Privilegien wurden im Jahr 1212 durch eine päpstliche Urkunde ergänzt. Bis etwa 1250 wurde ein Studium der Freien Künste und der Theologie angeboten. Die königliche Gunst hatte sich jedoch zwischenzeitlich der Universität Salamanca (gegründet 1218) zugewandt und so wanderten viele Professoren (überwiegend nach Salamanca) ab. Die Universität Palencia stellte wegen Finanzmangel vermutlich um 1264 den Lehrbetrieb ein und wurde nach Valladolid verlegt.
Insgesamt ist es unsicher, ob es sich bei der Einrichtung in Palencia bereits um eine eigentliche, sich selbst verwaltende, Universität handelte.
Heute gibt es in Palencia einen Campus der Universität Valladolid.